# Gabrielle Belz

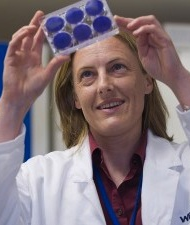
Gabrielle Belz (2011)

Gabrielle T. Belz ist eine australische Immunologin mit Schwerpunkt Virusinfektionen.

## Ausbildung
Belz studierte Tiermedizin an der University of Queensland. Sie erwarb zunächst 1990 einen Bachelor in Tierbiologie, 1993 erhielt sie den Bachelor of Veterinary Science und schloss 1997 ihr Studium als PhD ab. In der Folge trat sie ein Postdoc-Stipendium in Virus-Immunologie bei Nobelpreisgewinner Peter Doherty am St. Jude Children’s Research Hospital in Memphis (Tennessee) an.

## Karriere
Im Jahr 2000 kehrte sie nach Australien zurück und wurde Mitglied der molekularimmunologischen Abteilung der Fakultät am Walter and Eliza Hall Institute of Medical Research in Parkville bei Melbourne. Belz leistete wesentliche Beträge zum Verständnis des Immunsystems, v. a. bezüglich der Informationsübertragung und Steuerung der Immunabwehr gegen humanpathogene Viren wie die Erreger der Influenza und des Herpes simplex. Ein Schwerpunkt ihrer Forschung sind zytotoxische T-Zellen, die von Viren befallene Zellen (wie auch Tumorzellen) identifizieren und zerstören. Ziel ist die Beschreibung der spezifischen Faktoren und Abläufe während einer Infektion, was mittelfristig zur Entwicklung von Impfstoffen gegen Infektionskrankheiten und zu besseren Behandlungsoptionen für Autoimmunerkrankungen beitragen soll.
Belz war bis 2016 Chefredakteurin des Fachjournals Immunology and Cell Biology, seither ist sie stellvertretende Herausgeberin.

## Auszeichnungen
- 2007 Burnet Prize[3]
- 2008 Gottschalk Medal der Australian Academy of Science[4]
- 2012 Auszeichnung mit dem  Elizabeth Blackburn Fellowships award
- 2018 Auszeichnung mit einem Stipendium Australian Academy of Health and Medical Sciences[5]

## Veröffentlichungen (Auswahl)
- mit Seillet C, Huntington ND, Gangatirkar P et al.: Differential requirement for Nfil3 during NK cell development in Journal of Immunology Vol. 192, März 2014
- mit Rankin LC, Groom JR, Chopin M et al.: The transcription factor T-bet is essential for the development of NKp46+ innate lymphocytes via the Notch pathway in Nature Immunology Vol. 14, April 2013
- mit Masson F, Minnich M, Olshansky M et al.: Id2-mediated inhibition of E2A represses memory CD8+ T cell differentiation in Journal of Immunology Vol. 190, Mai 2013
- mit Seillet C, Jackson JT, Markey KA et al.: CD8α+ DCs can be induced in the absence of transcription factors Id2, Nfil3, and Batf3 in Blood Vol. 121, Februar 2013
- mit Allan RS, Zueva E, Cammas F et al.: An epigenetic silencing pathway controlling T helper 2 cell lineage commitment in Nature Vol. 487  Juli 2012
- mit Nutt SL: Transcriptional programming of the dendritic cell network in Nature Reviews. Immunology Vol. 12, Februar 2012
- mit Jackson JT, Hu Y, Liu R et al.: Id2 expression delineates differential checkpoints in the genetic program of CD8α+ and CD103+ dendritic cell lineages in The EMBO Journal Vol. 30, Juli 2011
- mit Kallies A, Xin A, Nutt SL: Blimp-1 transcription factor is required for the differentiation of effector CD8(+) T cells and memory responses in Immunity Vol. 31, August 2009
- mit Allan RS, Smith CM et al.: Epidermal viral immunity induced by CD8alpha+ dendritic cells but not by Langerhans cells in Science Vol. 301, September 2003
- mit Smith CM, Kleinert L et al.: Distinct migrating and nonmigrating dendritic cell populations are involved in MHC class I-restricted antigen presentation after lung infection with virus in Proceedings of the National Academy of Sciences of the United States of America Vol. 101, Juni 2004